# Casa Museo Tornini
La Casa Museo Tornini es un museo privado y centro cultural ubicado en la ciudad de Caldera, en la Región de Atacama, en el norte grande de Chile. Fue el primer centro cultural y museo privado de la zona.
Alberga en su interior una muestra histórica relativa al puerto de Caldera, la Revolución Constituyente (1859), la Guerra del Pacífico (1879-1883), y de la inmigración italiana en la zona de fines del siglo XIX, época de apogeo de la región.

## Historia
El inmueble fue construido alrededor de 1875 por el gerente de administración del ferrocarril de Caldera, Thomas Smith, y posteriormente adquirido por Henry B. Beazley, cónsul de Inglaterra para Copiapó, Caldera y todo el Perú. Para su construcción se utilizó roble americano, pino oregón y caña de Guayaquil.
El 14 de octubre de 1907 la casona fue adquirida por Bernardo Tornini Capelli, integrante de la reconocida familia italiana Tornini, residentes de la zona y quienes también fueron dueños de la casa Maldini Tornini de Copiapó.
La Casa Museo Tornini de Caldera sirvió durante algunos años como sede vice-consular del Reino de Italia y luego fue ocupada como residencia familiar hasta 2009.

## Casa-museo
Desde 2010, la casa funciona como centro cultural y museo para la zona, donde se realizan celebraciones, exposiciones, charlas, seminarios, reuniones, cursos y talleres. 
También cuenta una feria de antigüedades. 

## Galería

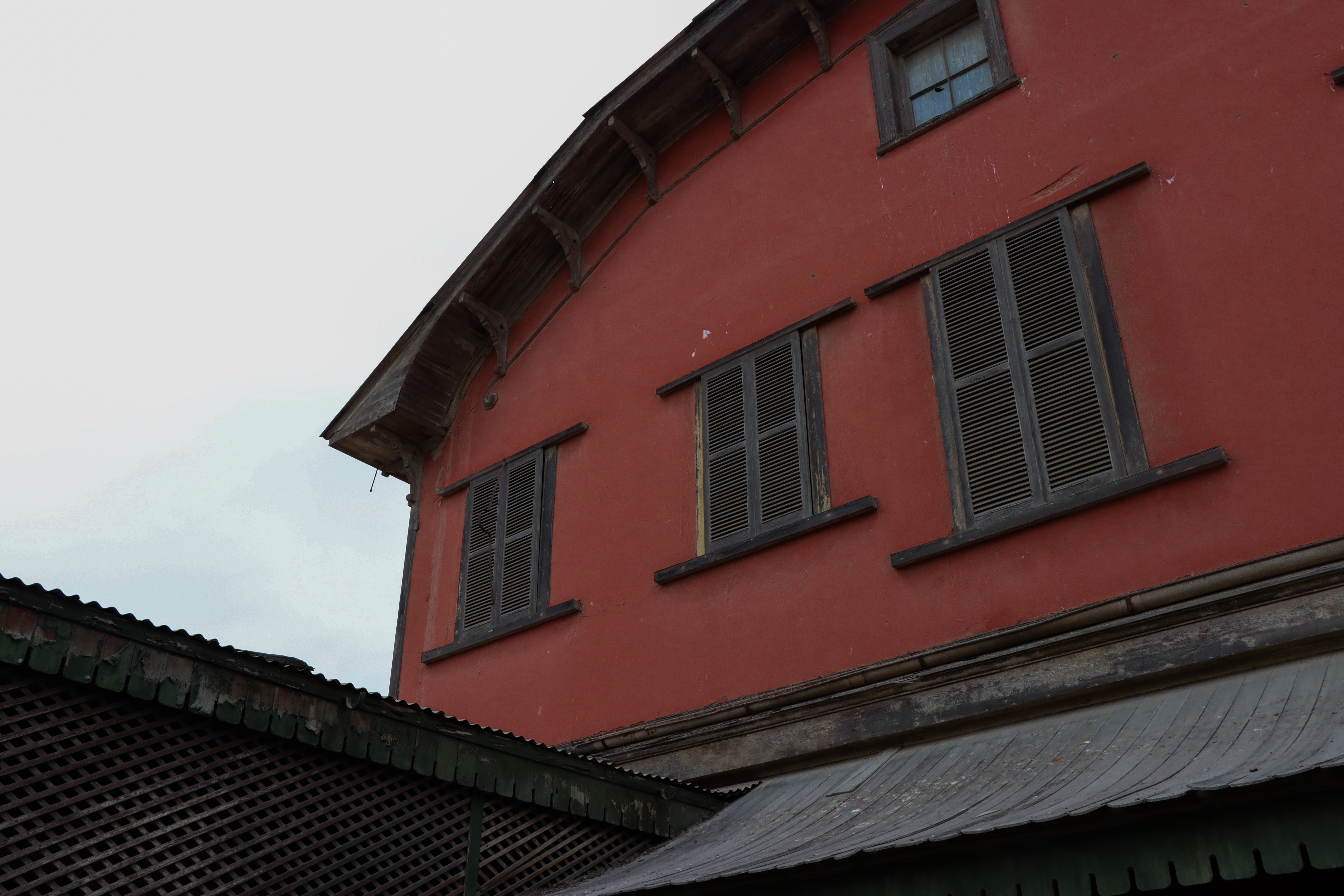
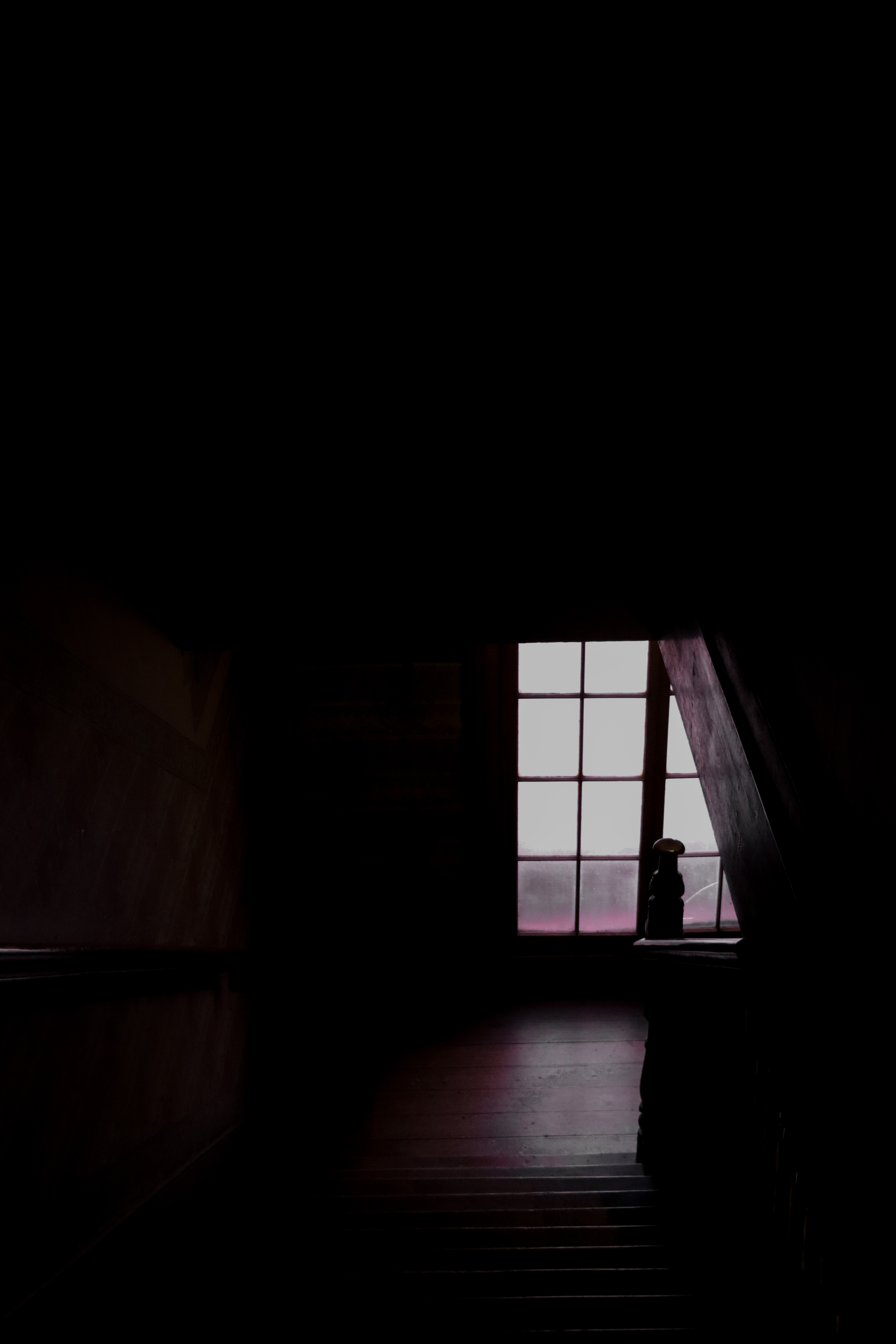
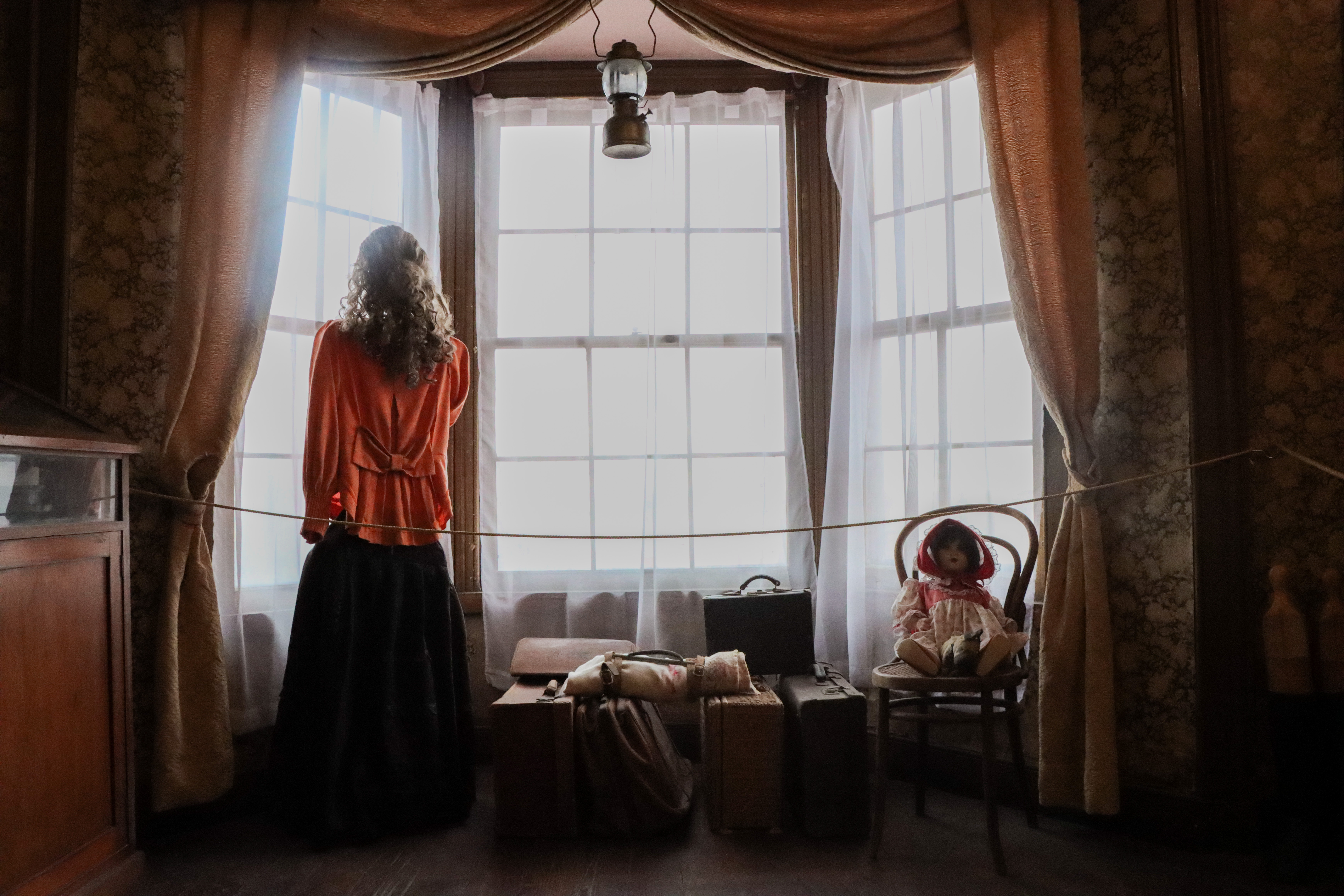
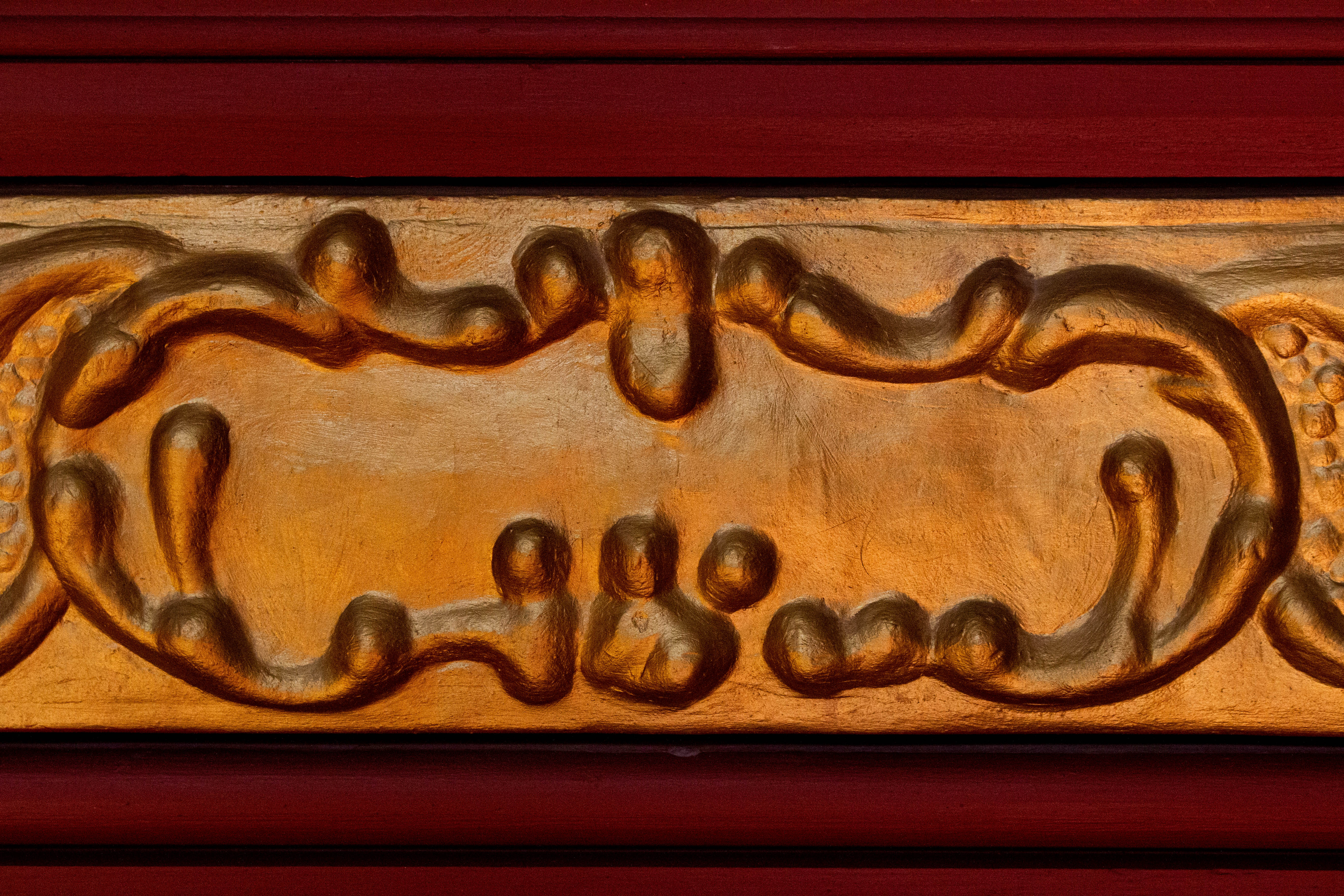